# Autoestrada A25
Die Autoestrada A25 oder Auto-Estrada das Beiras Litoral e Alta ist eine Autobahn in Portugal und Teil der Europastraße 80. Die Autobahn beginnt in Praia da Barra und endet an der spanischen Grenze bei Vilar Formoso.

## Geschichte
Ursprünglich war die A25 eine via rápida (wörtlich: Schnellstraße) und trug die Bezeichnung IP 5, oder auch die Todesstraße Portugals genannt. Pro Jahr starben auf der IP 5 ca. 30 Menschen.
Seit sie nach dem Jahr 2000 zur Autobahn wurde, ist diese Zahl drastisch gesunken.

## Größere Städte an der Autobahn
- Gafanha da Nazaré (mit Vorort Barra)
- Aveiro
- Albergaria-a-Velha
- Viseu
- Mangualde
- Celorico da Beira
- Guarda
- Vilar Formoso